# Морщаков, Фёдор Михайлович
Фёдор Михайлович Морщаков — советский, российский государственный и партийный деятель.

## Биография
Родился 6 февраля 1916 г. в селе Новотаволжанское Курской губернии в крестьянской семье.
В 1933 г. после окончания школы семилетки работал рабочим на сахарном заводе им. Карла Либкнехта (Курская область)
В 1935—1937 гг. обучался на Рабфаке. В 1937 г. поступил в Ленинградский институт инженеров гражданского воздушного флота. Окончил институт в 1941 г.
В 1941—1950 гг. — на Уральском турбомоторном заводе (г. Свердловск): мастер, ст.мастер, начальник смены, зам. начальника и начальник цеха.
В 1950—1956 гг. — второй, затем первый секретарь Куйбышевского райкома КПСС г. Свердловска.
В 1956—1958 гг. — заведующий отделом промышленности Свердловского обкома КПСС.
В 1958—1969 гг. — второй секретарь Свердловского горкома КПСС.
В 1969—1990 гг. — первый заместитель председателя Свердловского облисполкома.
В июне-июле 1975 г. руководил тушением обширных лесных пожаров на севере Свердловской области.
Осенью 1988 г. был в числе организаторов ликвидации последствий взрыва на станции Свердловск-Сортировочный.
В 1990—1991 гг. — председатель Промышленно-Строительной ассоциации Свердловского облисполкома.
С августа 1991 г. работал в Администрации Президента Российской Федерации.
В 1991—1992 гг. — первый заместитель Управляющего Делами Администрации Президента РСФСР, заместитель начальника службы безопасности Главного управления охраны РФ.
В апреле — августе 1993 года возглавлял Главное социально-производственное управление Администрации Президента Российской Федерации, впоследствии преобразованное в Управление делами Президента Российской Федерации.
С 1994 г. работал главным специалистом в Комендатуре Московского Кремля.
В этой должности принимал участие в реконструкции Могилы Неизвестного Солдата при переносе Поста № 1 от Мавзолея Ленина.
Вышел на пенсию в 2000 г. в возрасте 84 года.
Лауреат Премии Совета Министров СССР.
Делегат XXV съезда КПСС.
Избирался депутатом Верховного Совета РСФСР 8-го, 9-го, 10-го, 11-го созывов.
Умер 9 августа 2009 г. в Рязани.